# Lyn Lapid
Pour les articles homonymes, voir Lapid.
 (mars 2025).
La mise en forme du texte ne suit pas les recommandations de Wikipédia : il faut le « wikifier ».
Les points d'amélioration suivants sont les cas les plus fréquents. Le détail des points à revoir est peut-être précisé sur la page de discussion.
- Les titres sont pré-formatés par le logiciel. Ils ne sont ni en capitales, ni en gras.
- Le texte ne doit pas être écrit en capitales (les noms de famille non plus), ni en gras, ni en italique, ni en « petit »…
- Le gras n'est utilisé que pour surligner le titre de l'article dans l'introduction, une seule fois.
- L'italique est rarement utilisé : mots en langue étrangère, titres d'œuvres, noms de bateaux, etc.
- Les citations ne sont pas en italique mais en corps de texte normal. Elles sont entourées par des guillemets français : « et ».
- Les listes à puces sont à éviter, des paragraphes rédigés étant largement préférés. Les tableaux sont à réserver à la présentation de données structurées (résultats, etc.).
- Les appels de note de bas de page (petits chiffres en exposant, introduits par l'outil «  Source ») sont à placer entre la fin de phrase et le point final[comme ça].
- Les liens internes (vers d'autres articles de Wikipédia) sont à choisir avec parcimonie. Créez des liens vers des articles approfondissant le sujet. Les termes génériques sans rapport avec le sujet sont à éviter, ainsi que les répétitions de liens vers un même terme.
- Les liens externes sont à placer uniquement dans une section « Liens externes », à la fin de l'article. Ces liens sont à choisir avec parcimonie suivant les règles définies. Si un lien sert de source à l'article, son insertion dans le texte est à faire par les notes de bas de page.
- La présentation des références doit suivre les conventions bibliographiques. Il est recommandé d'utiliser les modèles {{Ouvrage}}, {{Chapitre}}, {{Article}}, {{Lien web}} et/ou {{Bibliographie}}. Le mode d'édition visuel peut mettre en forme automatiquement les références.
- Insérer une infobox (cadre d'informations à droite) n'est pas obligatoire pour parachever la mise en page.

Pour une aide détaillée, merci de consulter Aide:Wikification.
Si vous pensez que ces points ont été résolus, vous pouvez retirer ce bandeau et améliorer la mise en forme d'un autre article.
 (mars 2025).
Katelyn Lapid (née le 24 octobre 2002), connue sous le nom de Lyn Lapid, est une auteure-compositrice-interprète américaine. Elle est membre du collectif Earcandy. Elle a déjà sorti plusieurs  EP et  singles, et son premier album, « BUZZKILL », sortira le 25 avril 2025. Il compte actuellement 4 singles sortis : « Buttons », « Coraline »  « I'll be happy when »et "death wish". Elle joue de la guitare et du ukulélé,. Elle est également très populaire sur les réseaux sociaux, notamment Instagram et Tiktok, où elle comptabilise respectivement 857 000 et 4,8 million d'abonnés.

## Biographie

### Enfance
Lapid est une Philippino-Américaine, née de parents naturalisés qui ont immigré des Philippines,. Elle a étudié le piano classique et a joué du violon dans un orchestre pendant sept ans avant de commencer à faire des reprises. Elle a fréquenté l'école secondaire d'Atholton.

### Carrière
Lapid commence à publier des reprises sur YouTube et Instagram en 2018. Elle écrit ses premières chansons originales en février 2020.
Fin 2020, Lapid devient populaire grâce à sa chanson «Producer Man», qui parle de son expérience avec un mauvais producteur de musique. Elle publie une version a capella sur TikTok, un couplet à la fois et est signée chez Republic Records. Son contrat a depuis été transféré à Mercury Records, une division de Republic Records.
En janvier 2022, elle est nommée parmi les 5 artistes à surveiller en 2022 par Shazam,. Elle est également présentée dans amplifyHER, un podcast des Nations Unies en faveur de la visibilité des femmes dans le monde professionnel.

## Influences
Lapid cite ses compatriotes artistes philippins Jessica Sanchez et 4th Impact comme influences. Les internautes rapprochent également son style de celui de Billie Eilish.

## Discographie

### Albums
- BUZZKILL (2025)

### EPs
- The Outsider (2022)[10]
- To love in the 21st century : the epilogue (2023)[11],[12]
- Winter wishes (2024)

### Singles

#### En tant qu'artiste principal
| Titre                                                   | Année | Album                                       |
| ------------------------------------------------------- | ----- | ------------------------------------------- |
| « Producer Man »                                        | 2020  | Non-album singles                           |
| « Itsy Bitsy »                                          | 2021  | Non-album singles                           |
| « When She Loved Me »                                   | 2021  | Non-album singles                           |
| « Infinite »                                            | 2021  | Non-album singles                           |
| « In My Mind »                                          | 2021  | Non-album singles                           |
| « Messed Up on Christmas »                              | 2021  | XMAS 01                                     |
| « Candy Cane Kisses »                                   | 2021  | XMAS 01                                     |
| « My Sunny Day »                                        | 2021  | Non-album singles                           |
| « I Guess That Was Goodbye »                            | 2022  | The Outsider                                |
| « The Outsider »                                        | 2022  | The Outsider                                |
| « My Sunny Day » (Kina Remix) (avec Ted Fresco et Kina) | 2022  |                                             |
| « Detached »                                            | 2022  |                                             |
| « Saturn »                                              | 2022  |                                             |
| « Do u really ? » (avec Ruth B.)                        | 2023  | To love in the 21st century : The epilogue. |
| « Poster Boy »                                          | 2023  | To love in the 21st century : The epilogue. |
| « East Side »                                           | 2023  | To love in the 21st century : The epilogue. |
| « Cruise Control »                                      | 2024  |                                             |
| « Back From The Dead »                                  | 2024  |                                             |
| « bouttons"                                             | 2024  | BUZZKILL                                    |
| « coraline"                                             | 2025  | BUZZKILL                                    |
| « I'll Be Happy When"                                   | 2025  | BUZZKILL                                    |

#### En tant qu'invité
| Titre                    | Année | Artiste  |
| ------------------------ | ----- | -------- |
| « I Wish I Didn't Care » | 2024  | Eric Nam |

#### Collaborations
| Titre                              | Année | Album             |
| ---------------------------------- | ----- | ----------------- |
| « Room For You » (avec Grentperez) | 2024  | Non-album singles |